# 阿达河畔卡韦纳戈
阿达河畔卡韦纳戈（義大利語：Cavenago d'Adda），是意大利洛迪省的一个市镇。总面积16平方公里，人口2304人，人口密度144.0人/平方公里（2009年）。ISTAT代码为098017。